# Francisco Mendoza de Leon

Wappen von Francisco Mendoza de Leon als Weihbischof in Antipolo

Wappen von Francisco Mendoza de Leon als Bischof von Antipolo

Francisco Mendoza de Leon (* 11. Juni 1947 in Parañaque City) ist ein philippinischer Geistlicher und emeritierter römisch-katholischer Bischof von Antipolo.

## Leben
Francisco Mendoza de Leon besuchte das Kleine Seminar Our Lady of Guadalupe in Makati City. Anschließend studierte er Katholische Theologie am Priesterseminar San Carlos in Makati City. Am 28. Juni 1975 empfing er durch den Erzbischof von Manila, Jaime Lachica Sin, das Sakrament der Priesterweihe für das Erzbistum Manila.
Mendoza de Leon war zunächst als Pfarrvikar der Pfarrei Santa Clara in Pasay tätig, bevor er Studiendekan und Disziplinarpräfekt sowie später schließlich Rektor des Kleinen Seminars Our Lady of Guadalupe in Makati City wurde. Anschließend fungierte er als Regens des Priesterseminars San Carlos in Makati City. Am 18. August 1982 verlieh ihm Papst Johannes Paul II. den Ehrentitel Päpstlicher Ehrenprälat. Danach wirkte er als Pfarrer der Pfarreien St. Andrew in Makati City (1991–1993) und Holy Eucharist in Moonwalk Village, einem Barangay von Parañaque City (1993–1998). 1998 wurde er erneut Regens des Priesterseminars San Carlos. Ab 2001 war Mendoza de Leon Rektor des Heiligtums Divina Misericordia in Mandaluyong City.
Am 27. Juni 2007 ernannte ihn Papst Benedikt XVI. zum Titularbischof von Boseta und zum Weihbischof in Antipolo. Der Erzbischof von Manila, Gaudencio Kardinal Rosales, spendete ihm am 1. September desselben Jahres in der Kathedrale von Manila die Bischofsweihe; Mitkonsekratoren waren der Bischof von Balanga, Socrates Buenaventura Villegas, und der Bischof von Antipolo, Gabriel Villaruz Reyes. Sein Wahlspruch Spera in Domino („Hoffe auf den Herrn“) stammt aus Ps 37,3 . Als Weihbischof war Francisco Mendoza de Leon zudem Generalvikar des Bistums Antipolo. Außerdem fungierte er vom 25. Januar 2013 bis zum 14. Oktober 2015 als Apostolischer Administrator des vakanten Bistums Kalookan.
Papst Franziskus bestellte ihn am 21. November 2015 zum Koadjutorbischof von Antipolo. Mit dem Rücktritt Gabriel Villaruz Reyes’ am 9. September 2016 folgte Mendoza de Leon diesem als Bischof von Antipolo nach. Als Bischof war Mendoza de Leon zusätzlich geistlicher Begleiter der Kolumbusritter im Bistum Antipolo und Direktor der Our Lady of Peace School in Antipolo.
In der Philippinischen Bischofskonferenz gehörte Mendoza de Leon zusätzlich von 2007 bis 2023 der Kommission für die Katechese und die Bildung an, deren stellvertretender Vorsitzender er von 2009 bis 2013 war und die er von 2013 bis 2015 leitete. Außerdem war er von 2007 bis 2013 Mitglied der Kommission für die Migranten und Menschen unterwegs und fungierte von 2011 bis 2013 zudem als deren stellvertretender Vorsitzender. Darüber hinaus gehörte er von 2011 bis 2013 als Repräsentant der Region Südwest-Luzon dem ständigen Rat an sowie von 2013 bis 2015 dem Rat für die Basisgemeinden und der Kommission für das Bibelapostolat.
Am 24. Mai 2023 nahm Papst Franziskus das von Francisco Mendoza de Leon aus Altersgründen vorgebrachte Rücktrittsgesuch an.